# Bouhmama
Bouhmama est une commune de la wilaya de Khenchela en Algérie.

## Géographie
C'est le chef-lieu de la daïra de Bouhmama.